# پی‌نوشت
پی‌نوشت (اختصاری پ. ن) نوشته‌ای است که پس از پیکرهٔ اصلی یک نامه یا نوشتار به آن افزوده می‌گردد. پی‌نوشت می‌تواند یک جمله، یا پاراگراف یا متنی مستقل باشد.

## در فارسی
در دستور زبان فارسی، پی‌نوشت در نامه‌های رسمی و ادارای، در ذیل امضا می‌آید و معمولاً با عبارت پ. ن: و بیشتر با اندازهٔ قلم کوچک‌تر نشان داده می‌شود. تفاوت پی‌نوشت با پانویس در آن است که پانویس، توضیحی برای آنچه است که در متن ذکر گردیده است. اما پی‌نوشت، نوشتاری اضافی است که لزومی به گنجانده شدن در متن اصلی را نداشته‌است.
هنگامی که بیش از یک پی‌نوشت وجود داشته باشد به صورت زیر 
نمایش داده می‌شود:
- پ. ن ۱:
- پ. ن ۲:
- پ. ن ۳:

## در دیگر زبان‌ها

### زبان‌های اروپایی ولاتین
از عبارت P.S که در زبان انگلیسی کوتاه‌شدهٔ (Postscript)  و در زبان آلمانی کوتاه‌شدهٔ (Postskriptum) است برای پی‌نوشت، بهره می‌گیرند. برای مواردی که بیش از یک پی‌نوشت مورد نظر است از عبارت .PPS یا .PPPS استفاده می‌شود.

### زبان عربی
در زبان عربی واژهٔ تذییل برای پی‌نوشت به کار برده می‌شود.